# Panzer Tactics DS
Panzer Tactics DS è un videogioco strategico a turni per il Nintendo DS sviluppato dalla Sproing Interactive Media. Venne pubblicato in America settentrionale il 7 novembre 2007. Il 6 marzo 2014, bitComposer Games annunciò Panzer Tactics HD, il remake ufficiale in HD per PC e iPad. La versione HD venne pubblicata il 22 maggio 2014.

## Modalità di gioco
Panzer Tactics DS è ambientato durante la seconda guerra mondiale. Il gioco include tre campagne: tedesca, russa e alleata, con 10 missioni più una bonus ciascuna. Oltre alla modalità a giocatore singolo la versione per DS offre la possibilità di utilizzare la Nintendo Wi-Fi Connection, la connessione wireless locale o di giocare a turno sulla stessa console.
Completare missioni opzionali sblocca missioni bonus e altri potenziamenti tattici. Il gioco comprende oltre 20 attacchi speciali e 150 unità di terra, mare e aria. Ci sono 10 mappe multigiocatore, di varie dimensioni, con oltre 14 diversi tipi di terreno. Le unità presentano animazioni di combattimento diverse e una vasta gamma di effetti speciali, esplosioni ed effetti climatici.
La Nintendo Wi-Fi Connection e il wireless locale permettono partite multigiocatore fino a quattro giocatori per partita, mentre la modalità hotseat consente a due giocatori di sfidarsi su una sola console Nintendo DS. Una classifica online tiene traccia dei punteggi migliori.

## Accoglienza
Panzer Tactics DS ricevette perlopiù recensioni miste. IGN ne lodò le campagne in giocatore singolo, ma ne critico le modalità multigiocatore. Anche Game Revolution lodò le campagne in giocatore singolo, arrivando a definirle "un'esperienza profonda e gratificante", al contempo evidenziando i "fastidiosi problemi del multigiocatore". Aggregatori di recensioni come Metacritic e GameRankings danno a Panzer Tactics DS una valutazione di 67/100 e 70% rispettivamente.